# 椰月美智子
椰月 美智子（やづき みちこ、1970年 - ）は、日本の小説家。

## 略歴
神奈川県小田原市生まれ・在住。短大を卒業後は会社勤めをしていた。
2002年に『十二歳』で第42回講談社児童文学新人賞を受賞しデビュー。また『しずかな日々』で第45回野間児童文芸賞と第23回坪田譲治文学賞をダブル受賞した。2020年に『昔はおれと同い年だった田中さんとの友情』で第69回小学館児童出版文化賞を受賞。
既婚。二児の母。

## 著書
- 『十二歳』（講談社） 2002年4月、講談社文庫 2007年12月、講談社青い鳥文庫 2014年4月
- 『未来の息子』（双葉社） 2005年4月、双葉文庫 2008年2月
- 『しずかな日々』（講談社） 2006年10月、講談社文庫 2010年6月、講談社青い鳥文庫 2014年6月
- 『体育座りで、空を見上げて』（幻冬舎） 2008年5月、幻冬舎文庫 2011年6月
- 『みきわめ検定』（講談社） 2008年10月、講談社文庫 2012年6月
- 『枝付き干し葡萄とワイングラス』（講談社） 2008年10月、講談社文庫 2012年6月
- 『るり姉』（双葉社） 2009年4月、双葉文庫 2012年10月、のち新装版 2023年2月
- 『ガミガミ女とスーダラ男』（筑摩書房） 2009年9月、講談社文庫 2013年7月
- 『坂道の向こうにある海』（講談社） 2009年11月、のち改題『坂道の向こう』（講談社文庫） 2013年4月
- 『フリン』（角川書店） 2010年5月、角川文庫 2013年1月
- 『ダリアの笑顔』（光文社） 2010年7月、光文社文庫 2012年11月
- 『市立第二中学校2年C組 10月19日月曜日』（講談社） 2010年8月、講談社文庫 2013年10月
- 『恋愛小説』（講談社） 2010年11月、講談社文庫 2014年9月
- 『純愛モラトリアム』（祥伝社） 2011年3月、祥伝社文庫 2014年9月
- 『どんまいっ!』 (幻冬舎文庫） 2012年4月
- 『かっこうの親 もずの子ども』（実業之日本社） 2012年8月、実業之日本社文庫 2014年10月
- 『シロシロクビハダ』（講談社） 2012年11月、のち改題『メイクアップデイズ』（講談社文庫） 2016年4月
- 『その青の、その先の』（幻冬舎） 2013年8月、幻冬舎文庫 2016年6月
- 『消えてなくなっても』（メディアファクトリー、幽ブックス） 2014年3月、角川文庫 2017年5月
- 『未来の手紙（BOOK WITH YOU）』（光文社） 2014年4月、光文社文庫 2016年11月
- 『伶也と』（文藝春秋） 2014年11月、文春文庫 2017年12月
- 『チョコちゃん』（そうえん社） 2015年4月
- 『14歳の水平線』（双葉社） 2015年7月、双葉文庫 2018年5月
- 『チョコちゃんときゅうしょく』（そうえん社） 2015年12月
- 『明日の食卓』（KADOKAWA） 2016年8月、角川文庫 2019年2月

※2021年5月、映画化。主演：菅野美穂
- 『見た目レシピいかがですか?』（PHP研究所） 2017年10月
- 『つながりの蔵』（KADOKAWA） 2018年4月、角川文庫 2021年8月
- 『さしすせその女たち』（KADOKAWA） 2018年6月、角川文庫 2021年4月
- 『緑のなかで』（光文社） 2018年9月、光文社文庫 2021年6月
- 『昔はおれと同い年だった田中さんとの友情』（早川世詩男絵、小峰書店） 2019年8月、双葉文庫 2023年4月

※2024年8月、テレビドラマ化。主演：岸部一徳、中須翔真
- 『こんぱるいろ、彼方』（小学館） 2020年5月、小学館文庫 2023年5月
- 『14歳の水平線』（講談社青い鳥文庫） 2020年6月
- 『美人のつくり方』（PHP文芸文庫） 2020年7月
- 『純喫茶パオーン』（角川春樹事務所） 2020年8月、ハルキ文庫 2022年7月
- 『ペーとぼく』（小川かなこイラスト、くもん出版） 2020年11月
- 『ぼくたちの答え』（ハルキ文庫） 2020年12月
- 『ミラーワールド』（KADOKAWA） 2021年7月
- 『きときと夫婦旅』（双葉社） 2022年7月